# Frank Lübke (Handballspieler)
Frank Lübke (* 10. Januar 1965) ist ein ehemaliger deutscher Handballtorwart, der unter anderem für den TSV Altenholz in der 2. Handball-Bundesliga zum Einsatz kam.

## Werdegang
Lübke begann das Handballspielen bei der TS Riemann Eutin und nahm in der Saison 1979/80 mit den Ostholsteinern an der erstmals ausgespielten Endrunde der Deutschen C-Jugendmeisterschaft teil. Nach zwei Halbfinal-Siegen gegen den Westdeutschen Meister DJK Unitas Haan setzte der 15-Jährige sich mit seiner Mannschaft auch im Finale mit 9:7 und 11:11 gegen den West-Berliner Meister TSV Tempelhof-Mariendorf durch und war damit am größten Erfolg des Vereins beteiligt. Auch im Herren-Bereich war der Torhüter zunächst für die TS Riemann aktiv und stand – zusammen mit weiteren Spielern aus der Meistermannschaft von 1980 sowie einigen Neuzugängen wie  Frank Cordes – später auch im Regionalliga-Kader der Ostholsteiner.
Weiterhin lief Lübke für den TSV Altenholz auf: Für die Handballer aus der Kieler Randgemeinde war der Torhüter mehrfach in den Spielen der Nord-Staffel der 2. Handball-Bundesliga aktiv und wurde letztmals für die Saison 2000/01 reaktiviert, als den „Wölfen“ des TSVA der knappe Klassenerhalt gelang.
2001 beendete Lübke schließlich seine Laufbahn als Spieler im Leistungsbereich. Der Gymnasiallehrer, der am Johanneum zu Lübeck die Fächer Geschichte, Sport und Religion unterrichtet, war nach Beendigung seiner aktiven Karriere noch zeitweise als Trainer verschiedener Jugendmannschaften in seiner Heimatstadt tätig.